# کارل لله
کارل لله (آلمانی: Carl Lehle; ۲ دسامبر ۱۸۷۲ – ۱۸ سپتامبر ۱۹۳۹) قایقران روئینگ اهل آلمان بود.